# 2. deild Wysp Owczych (2020)
W roku 2020 odbyła się 27. edycja 2. deild Wysp Owczych – trzeciej ligi piłki nożnej Wysp Owczych. W rozgrywkach wzięło udział 10 klubów z całego archipelagu. Drużyny z pierwszego i drugiego miejsca powinny uzyskać prawo gry w 1. deild - drugim poziomie ligowym na archipelagu, jednak w tym sezonie był to jedynie FC Suðuroy. Kluby z dziewiątego i dziesiątego, KÍ III Klaksvík oraz Víkingur III Gøta, spadły do 3. deild.
Początkowo rozgrywki miały się rozpocząć 4 kwietnia, jednak z uwagi na pandemię COVID-19, pierwsze mecze odbyły się 30 maja 2020. Zakończenie rozgrywek planowano na 31 października, jednak z powodu złej pogody ostatni mecz B68 II Toftir przeciwko NSÍ III Runavík przeniesiono na 3 listopada.

## Uczestnicy
| Uczestnicy 2. deild Wysp Owczych 2019                                                                         | Uczestnicy 2. deild Wysp Owczych 2019 | Uczestnicy 2. deild Wysp Owczych 2019 | Uczestnicy 2. deild Wysp Owczych 2019 |
| --- | ------------------------------------- | ------------------------------------- | ------------------------------------- |
| FCS | FC Suðuroy                            | Vágur / Sumba                         | 3                                     |
| NSÍIII | NSÍ III Runavík                       | Runavík                               | 4                                     |
| KÍ III | KÍ III Klaksvík                       | Klaksvík                              | 5                                     |
| B68 II | B68 II Toftir                         | Toftir                                | 6                                     |
| VÍKIII | Víkingur III Gøta                     | Norðragøta                            | 7                                     |
| UFF | Undrið FF                             | Tórshavn                              | 8                                     |
| Spadek z 1. deild Wysp Owczych 2019                                                                           |                                       |                                       |                                       |
| SKÁII | Skála ÍF II                           | Skála                                 | 9                                     |
| EBSII | EB/Streymur II                        | Eiði / Streymnes                      | 10                                    |
| Awans z 3. deild Wysp Owczych 2019                                                                            |                                       |                                       |                                       |
| Royn | Royn Hvalba                           | Hvalba                                |                                       |
| TB II | TB II Tvøroyri                        | Tvøroyri                              |                                       |
| Oznaczenia: - kolumna pierwsza – skróty nazw drużyn, - kolumna trzecia – miejsce zajęte w poprzednim sezonie. |                                       |                                       |                                       |

## Tabela ligowa
| Lp. | Drużyna               | M  | Z  | R | P  | Bramki | Bramki | Różn. | Pkt | Uwagi              |
| --- | --------------------- | -- | -- | - | -- | ------ | ------ | ----- | --- | ------------------ |
| 1   | Skála ÍF II1 (M)      | 18 | 15 | 1 | 2  | 70     | 15     | +55   | 46  |                    |
| 2   | FC Suðuroy (A)        | 18 | 14 | 1 | 3  | 67     | 19     | +48   | 43  | Awans do 1. deild  |
| 3   | EB/Streymur II (A)    | 18 | 13 | 1 | 4  | 68     | 25     | +43   | 40  | Awans do 1. deild  |
| 4   | B68 II Toftir         | 18 | 10 | 2 | 6  | 43     | 32     | +11   | 32  |                    |
| 5   | TB II Tvøroyri        | 18 | 6  | 3 | 9  | 32     | 57     | −25   | 21  |                    |
| 6   | NSÍ III Runavík       | 18 | 6  | 1 | 11 | 42     | 53     | −11   | 19  |                    |
| 7   | Undrið FF             | 18 | 6  | 0 | 12 | 27     | 49     | −22   | 18  |                    |
| 8   | Royn Hvalba           | 18 | 4  | 4 | 10 | 24     | 57     | −33   | 16  |                    |
| 9   | KÍ III Klaksvík2 (S)  | 18 | 5  | 3 | 10 | 40     | 59     | −19   | 15  | Spadek do 3. deild |
| 10  | Víkingur III Gøta (S) | 18 | 3  | 0 | 15 | 30     | 77     | −47   | 9   | Spadek do 3. deild |